# Friedrich Ortlieb

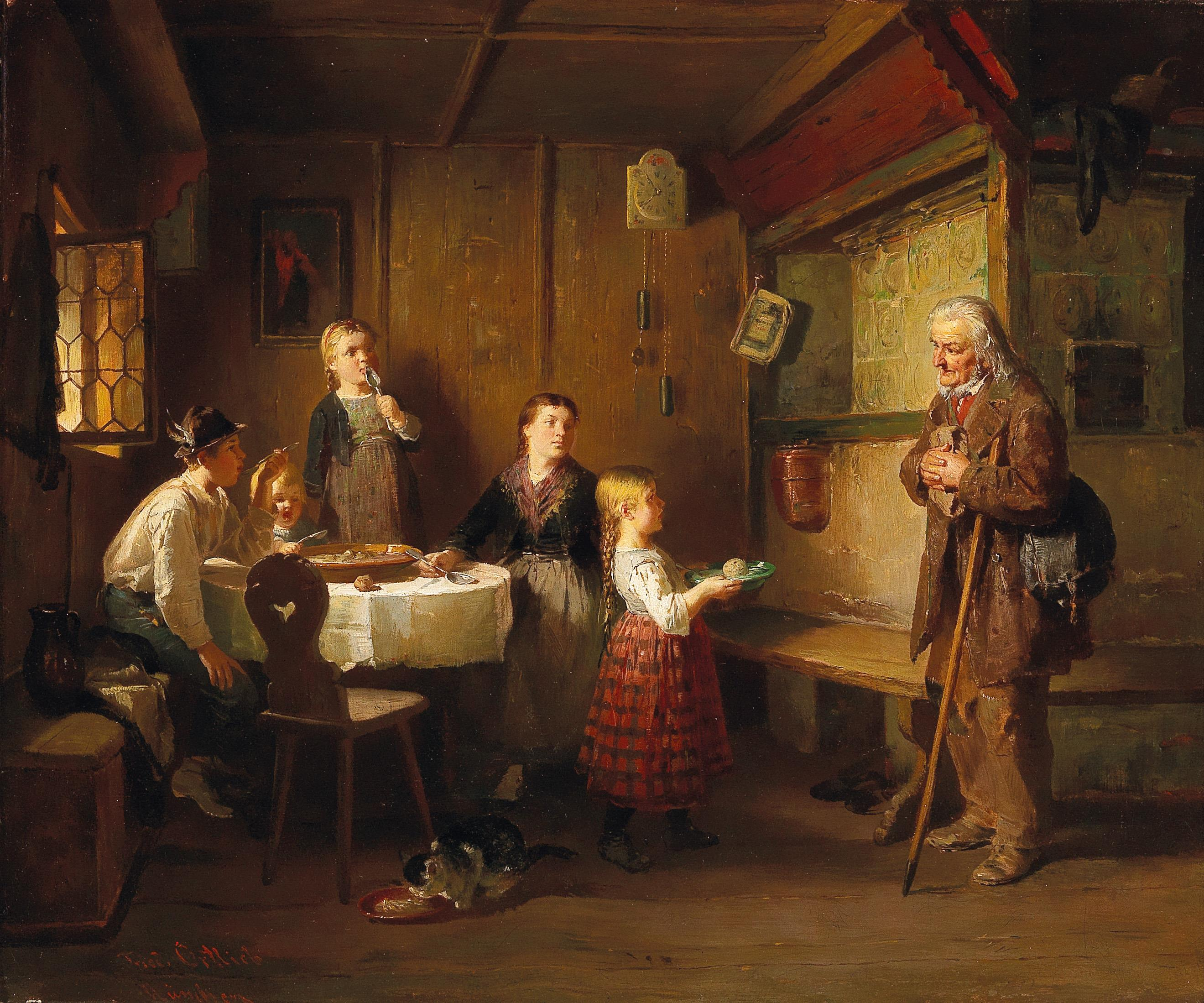
Friedrich Ortlieb: Mildtätige Kinder

Friedrich Ortlieb (* 25. November 1839 in Stuttgart; † 14. Oktober 1909 in München) war ein deutscher Porträt- und Genremaler.
Friedrich Ortlieb  erhielt seine künstlerische Ausbildung zunächst ab 1853 in Ludwig Weissers lithographischer Anstalt, besuchte nach vierjähriger Lehrzeit die Stuttgarter Kunstschule, wo er Freundschaft mit Anton Braith und Christian Mali schloss. 1865 setzte er sein Studium bei Carl Steffeck in Berlin fort. 1866 kehrte Ortlieb nach Stuttgart zurück, übersiedelte 1868 nach München und war dort mit seinen Figuren- und Genrebildern populär. In München gehörte er zum, Freundeskreis ehemaliger Stuttgarter um Braith, Mali, Albert Kappis und Ernst Otto Reiniger. Seine Bilder erschienen auch in der Zeitschrift Die Gartenlaube.